# Ufficio del Waqf sunnita
L'Ufficio del Waqf sunnita è un'amministrazione irachena creata dal Consiglio di governo iracheno all'indomani della caduta del regime di Saddam Hussein.
Esso fu creato dalla dissoluzione del Ministero degli Awqaf e degli Affari religiosi del precedente regime Ba'th, scorporandovi le competenze concernenti gli edifici di culto delle altre confessioni e religioni minoritarie.
Il suo compito è la gestione dei luoghi di culto dei sunniti in Iraq.

## Quadro normativo
La creazione dell'ufficio avvenne con la Risoluzione 29 del 30 agosto 2003, che disponeva la dissoluzione del Ministero degli Awqaf e degli Affari religiosi (Wizarat al-Awqaf) e la realizzazione di tre distinti uffici (Waqf office, Diwan al-Waqf) per la gestione dei luoghi di culto sunniti, sciiti e delle altre religioni minoritarie:
- l'Ufficio del Waqf sunnita (Sunni Endowment Diwan)
- l'Ufficio del Waqf sciita (Shiite Endowment Diwan)
- l'Ufficio del Waqf delle comunità religiose non musulmane.

In pratica, la maggior parte dei beni gestiti dal precedente Ministero erano ascrivibili al culto sunnita, mentre l'entità delle dotazioni sciite era inizialmente modesta in quanto tradizionalmente soltanto l'islam sunnita era organizzato con strutture statali.
La nomina del Presidente era governativa, del primo ministro. Successivamente, il Parlamento iracheno emanò nell'ottobre 2012 le leggi 56 e 57 per la regolamentazione e il sovvenzionamento delle dotazioni religiose sunnite e sciite. La nuova legge stabiliva che il presidente del Diwan, prima della nomina del Primo Ministro, dovesse ricevere l'approvazione del Consiglio degli ulema sunniti, per quanto riguarda il Waqf sunnita, e del grande Ayatollah sciita, per quanto riguarda il Waqf sciita.

## Waqf sunnita

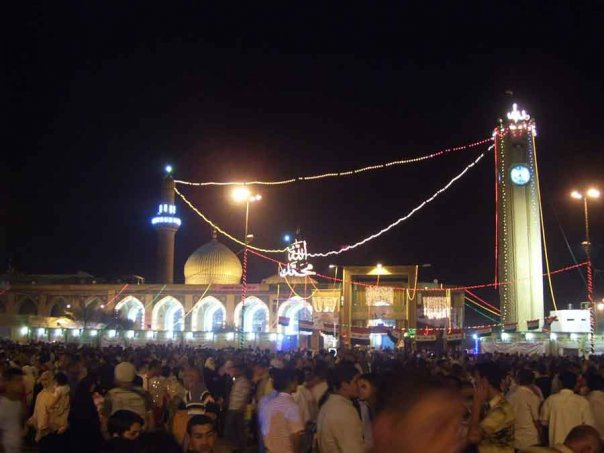
Moschea di Abu Hanifa, nel quartiere a maggioranza sunnita di Al-A'zamiyya a Baghdad, sede del Diwan al-Waqf dei sunniti.

A seguito dello scorporo dei luoghi sacri dei musulmani sciiti e delle altre religioni minoritarie, l'Ufficio del Waqf sunnita è responsabile per le sole moschee e fondazioni religiose sunnite. L'ufficio svolge anche funzioni di moderazione culturale attraverso un'apposita sezione di nuova istituzione.
Il 22 ottobre 2003 il Consiglio di governo iracheno nominò come presidente dell'Ufficio per le dotazioni religiose sunnite Adnan al-Dulaymi, che vi rimase fino al luglio 2005; in seguito fu alla guida della coalizione sunnita del Fronte dell'Accordo Iracheno nelle elezioni del dicembre 2005.
A seguito delle elezioni generali del gennaio 2005, boicottate dalla maggior parte dei gruppi sunniti, lo sceicco Ahmad Abdul Ghafur al-Samarrai, imam della moschea Umm al-Qura di Baghdad e membro dell'Associazione degli Ulema islamici, si separò dall'associazione appoggiando la partecipazione dei sunniti al processo politico, invitando i sunniti ad entrare nelle forze di sicurezza Sahwa contro al-Qaida e condannando la violenza contro i civili; nell'agosto 2005 fu nominato dal Partito Islamico Iracheno, maggiore forza politica sunnita rappresentata nelle nuove istituzioni, alla presidenza dell'Ufficio del Waqf sunnita, e collaborò col Partito nella campagna referendaria a favore della Costituzione irachena.

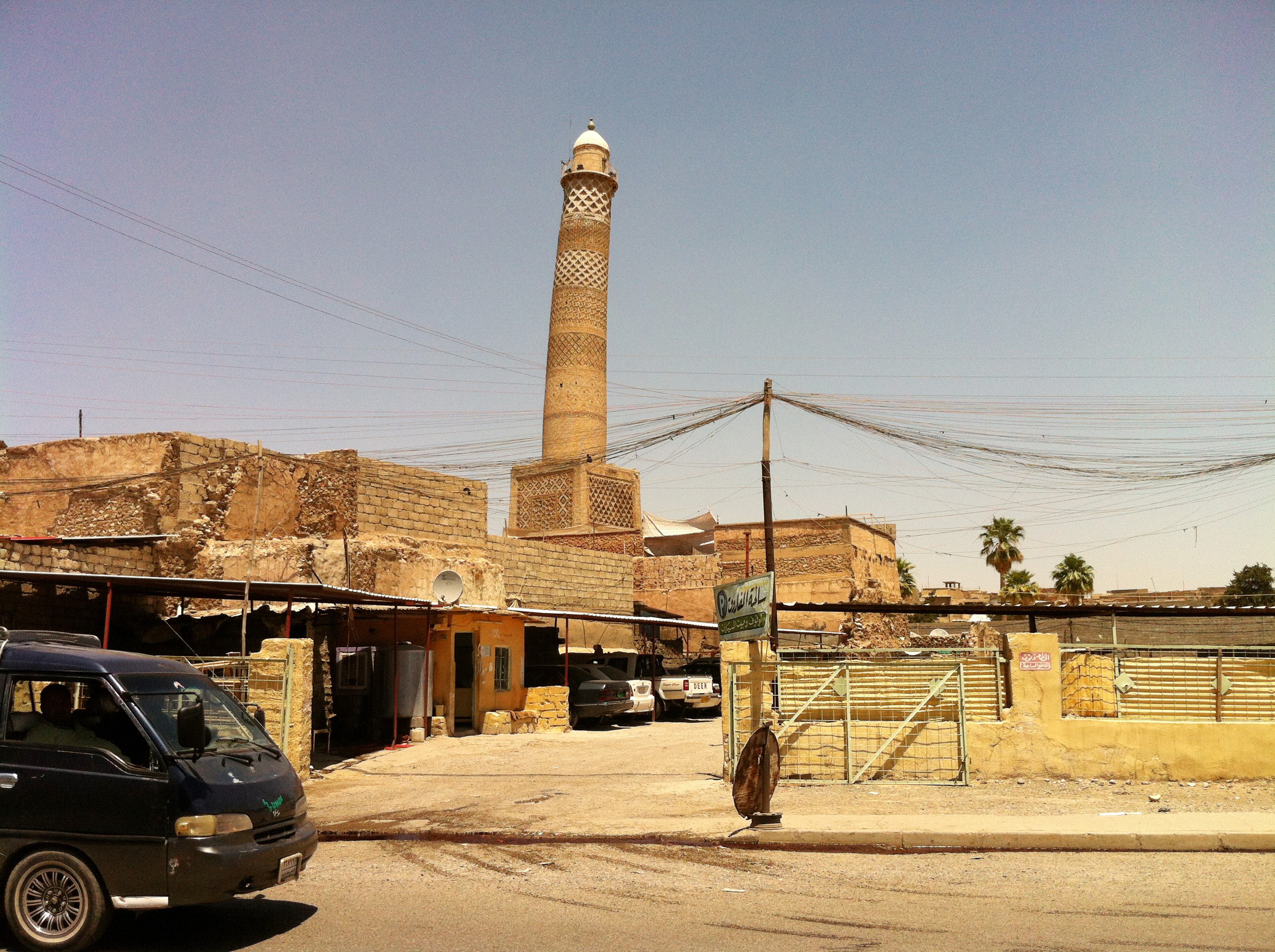
Il minareto della Grande Moschea di al-Nuri a Mosul nel 2013, distrutta nel 2017. La sua ricostruzione da parte del Sunni Endowment Diwan è prevista entro i prossimi cinque anni

Nel febbraio 2006, lo sceicco Abdul Ghafur Samarrai protestò contro i bombardamenti della moschea di Samarra, sua città di origine. Negli anni seguenti, nella misura in cui l'insorgenza irachena veniva sedata, le moschee in precedenza gestite dall' Associazione degli Ulema islamici furono trasferite alla cura del Diwan.
Nel 2007, lo sceicco Abdul Ghafur criticò l'operato del governo sciita di Nuri al-Maliki, che ne chiese la rimozione dall'incarico; nel 2008 fondò un proprio partito, la "Riunione del Patto Iracheno" ma non ottenne alcun seggio alle elezioni del 2010.
A seguito della seconda insorgenza irachena, del 2012-2013, il premier Nuri al-Maliki sospese lo sceicco Abdul Ghafur Samarrai dalla presidenza del Diwan nel novembre 2013, e gli subentrò il suo vice, lo sceicco Mahmud al-Sumaydai, anch'egli in passato un membro dell'Associazione degli Ulema islamici.
A seguito dell'affermazione del Daesh, lo sceicco Mahmud al-Sumaydai collaborò con il premier Haydar al-'Abadi, a capo di un governo di ampia coalizione, nella promozione di un islam moderato.
Nel giugno 2015, Abadi nominò alla presidenza del Diwan lo sceicco Abdul-Latif al-Humaym, nonostante il veto del Consiglio Iracheno degli Ulema, organizzazione legata al Partito Islamico Iracheno, e l'opposizione dell'Ufficio del Gran Mufti, legato alle Forze di Mobilitazione Popolare ed ai partiti sciiti.
Shaikh Abdul Latif Humaym ha presieduto alla ricostruzione dei luoghi di culto liberati dall'esercito iracheno dal Daesh, come la città di Ramadi a seguito della sua liberazione nel 2016, e la grande Moschea di al-Nuri a Mosul nel 2018.

## Lista dei presidenti
- Adnan al-Dulaymi (aprile 2003-luglio 2005)
- Ahmad Abdul-Ghafur al-Samarrai (agosto 2005-novembre 2013)
- Mahmud al-Sumaydai (novembre 2013-giugno 2015)
- Abdul-Latif al-Humaym (giugno 2015-23 febbraio 2020)
- Saad Kambash (23 febbraio 2020-presente)